# Новоилимск
Новоилимск — посёлок в Нижнеилимском районе Иркутской области России. Административный центр Новоилимского муниципального образования. Находится примерно в 84 км к северу от районного центра.

## Население
| 2002 | 2010 | 2011 | 2012 | 2013 | 2014 | 2015 |
| ---- | ---- | ---- | ---- | ---- | ---- | ---- |
| 1053 | ↘863 | ↘854 | ↘822 | ↘781 | ↘780 | ↘749 |
| 2016 | 2017 |      |      |      |      |      |
| ↘733 | ↘720 |      |      |      |      |      |

По данным Всероссийской переписи, в 2010 году в посёлке проживали 863 человека (433 мужчины и 430 женщин).